# Martiros Sarian

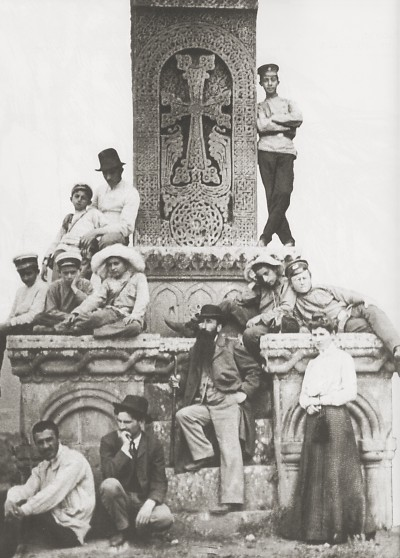
Martiros Sarian (drugi od lewej na dole) sfotografowany obok średniowiecznego chaczkaru w Sanahin, 1902

Martiros Sarian (orm. Մարտիրոս Սարյան; ur. 16 lutego?/28 lutego 1880 w Nor-Nachiczewaniu (obecnie dzielnica Rostowa nad Donem), zm. 5 maja 1972 w Erywaniu) – ormiański malarz.

## Życiorys
Urodził się w zamieszkałej w Rosji rodzinie ormiańskiej. W latach 1897–1903 studiował malarstwo w Moskwie u Walentyna Sierowa i Konstantego Korowina. W roku 1901 po raz pierwszy odwiedził Armenię – kraj przodków. Sarian odbył też podróże na Bliski Wschód, w tym do Egiptu (1911) i Iranu (1913). Był członkiem grupy „Błękitna róża”.
W roku 1915 przyjechał do Eczmiadzinu, aby pomagać uchodźcom przed rzezią Ormian w tureckiej Armenii. W roku 1916 w Tyflisie ożenił się z Lusik Agajan, córką ormiańskiego pisarza. Uczestniczył w organizacji Związku Artystów Ormiańskich. W roku 1921 osiedlił się na stałe w Armenii. W latach 1926–1928 Sarian przebywał w Paryżu. W latach trzydziestych XX w. zajmował się malarstwem krajobrazowym i portretowym oraz martwą naturą. Uznany przez krytykę za najwybitniejszego malarza Armenii, malował w stylu wolnym od wpływów socrealizmu. Tworzył również grafikę książkową i scenografię. W latach 1946–1958 był deputowanym do Rady Najwyższej ZSRR, mimo że był bezpartyjny.

## Galeria prac

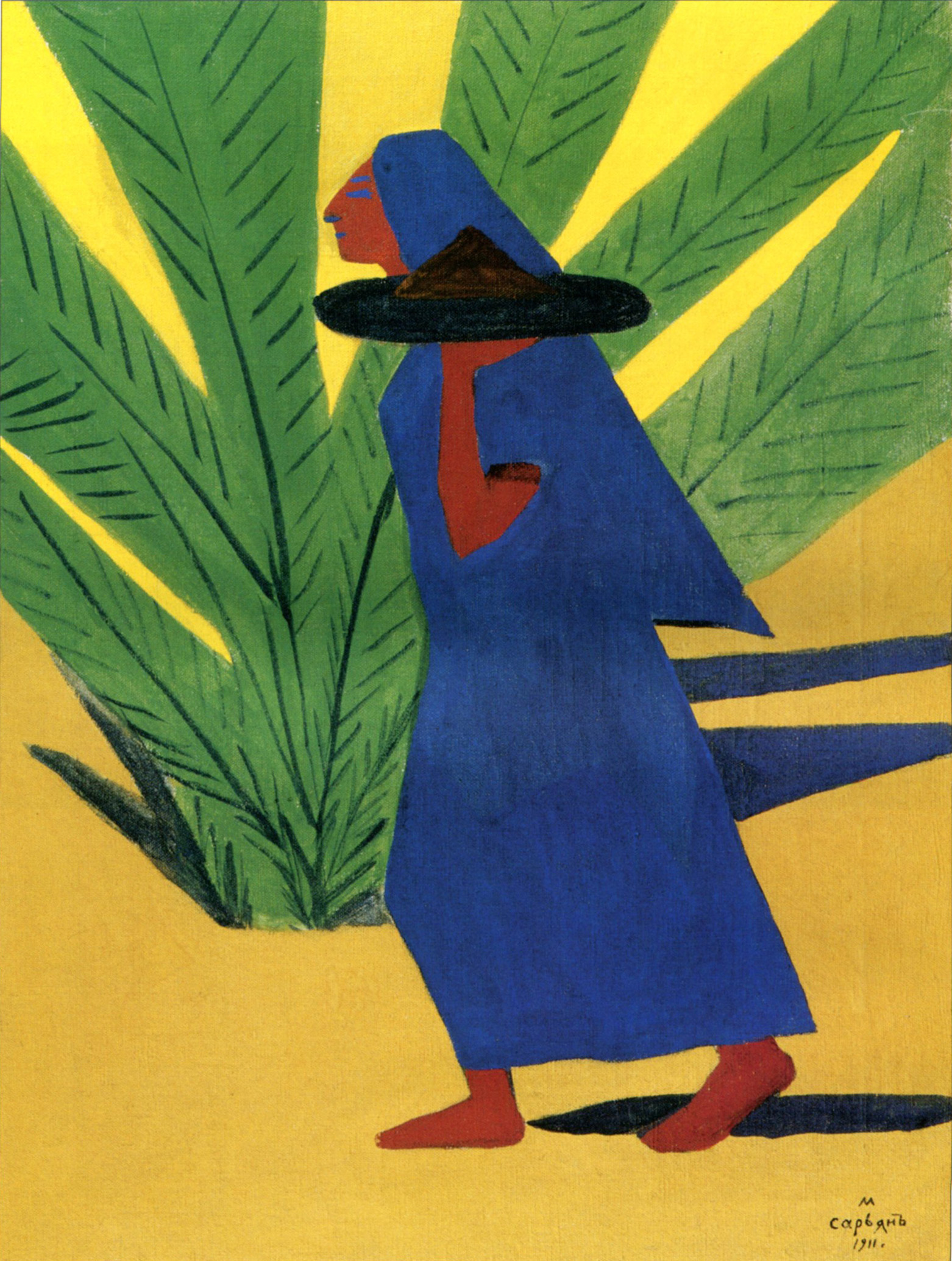
Idąca kobieta
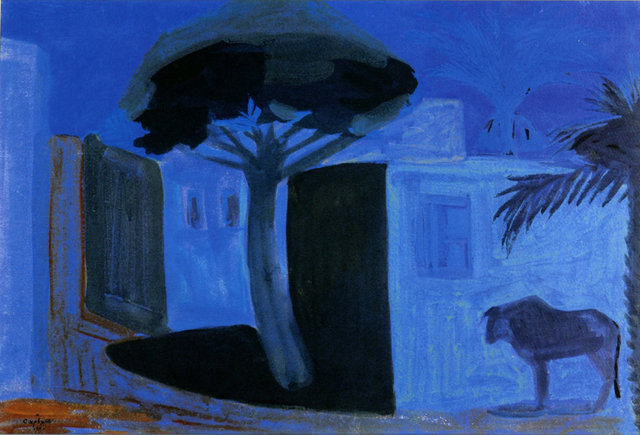
Nocny pejzaż. Egipt
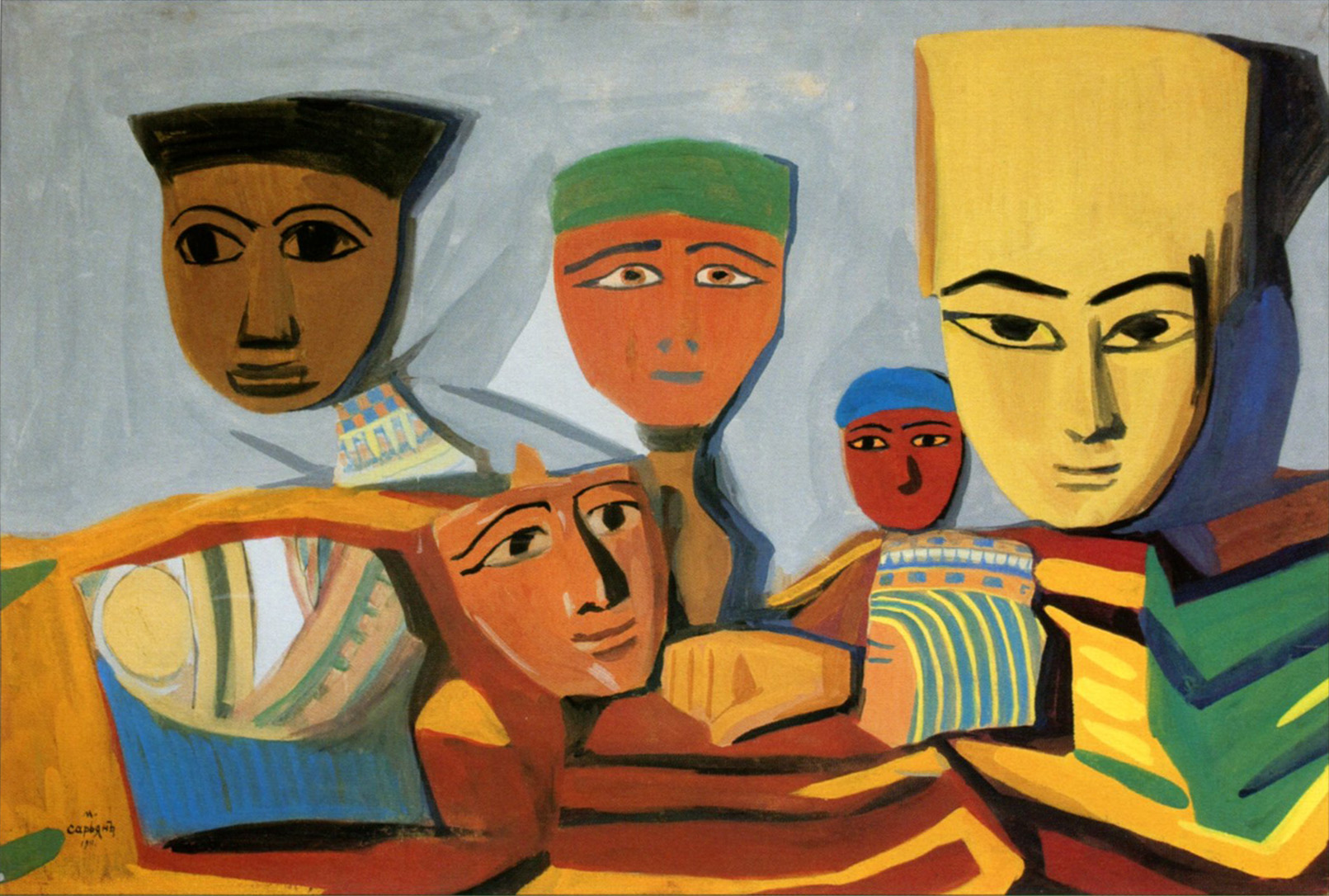
Egipskie maski
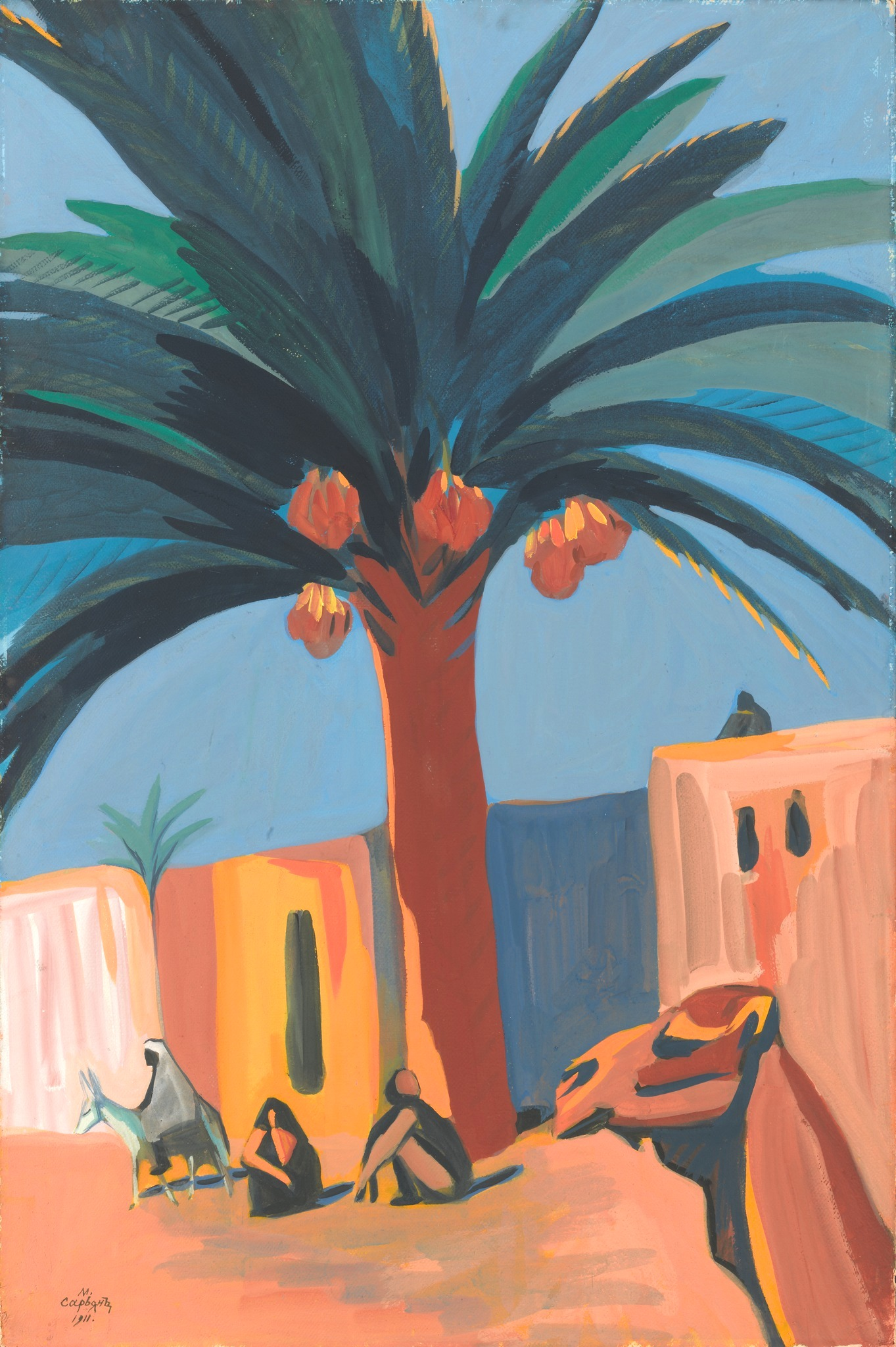
Palma daktylowa
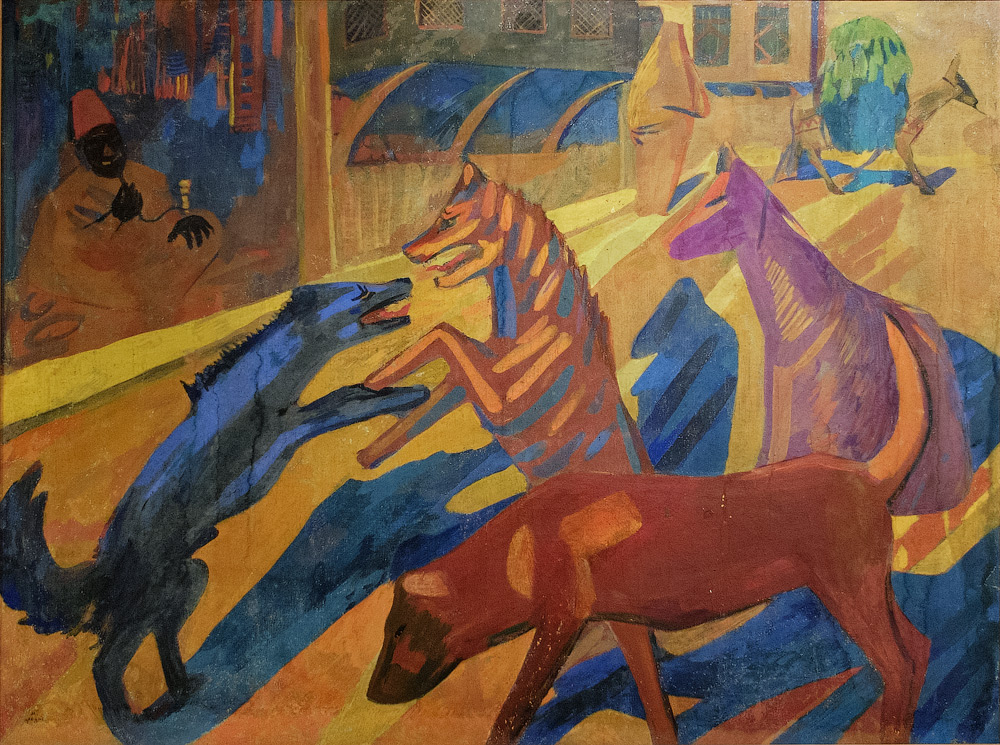
Psy Konstantynopola
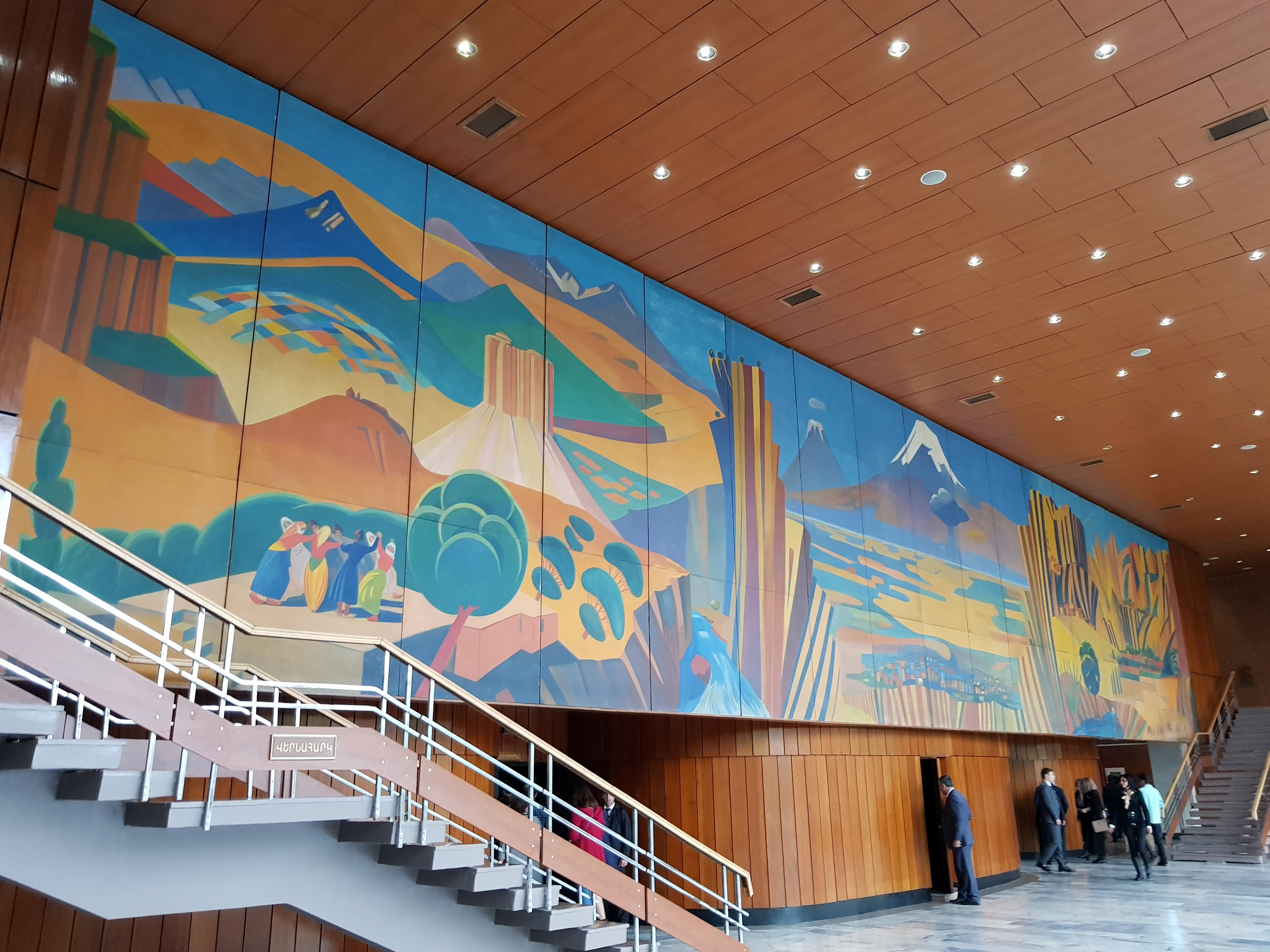
Mural Sariana w teatrze w Erywaniu

## Odznaczenia i nagrody
- Medal Sierp i Młot Bohatera Pracy Socjalistycznej (8 marca 1965)
- Order Lenina (czterokrotnie, 24 listopada 1945, 31 maja 1950, 8 marca 1965 i 28 lutego 1970)
- Order Czerwonego Sztandaru Pracy (7 stycznia 1936)
- Medal „Za pracowniczą dzielność” (4 listopada 1939)
- Nagroda Leninowska (1961)
- Nagroda Stalinowska (1941)
- Nagroda Państwowa Armeńskiej SRR (1966)
- Medal „Za obronę Kaukazu” (1944)
- Medal „Za ofiarną pracę w Wielkiej Wojnie Ojczyźnianej 1941–1945” (1945)

## Literatura
- David Marshall Lang, Armenia kolebka cywilizacji, Państwowy Instytut Wydawniczy, Warszawa 1975